# Žihadlo

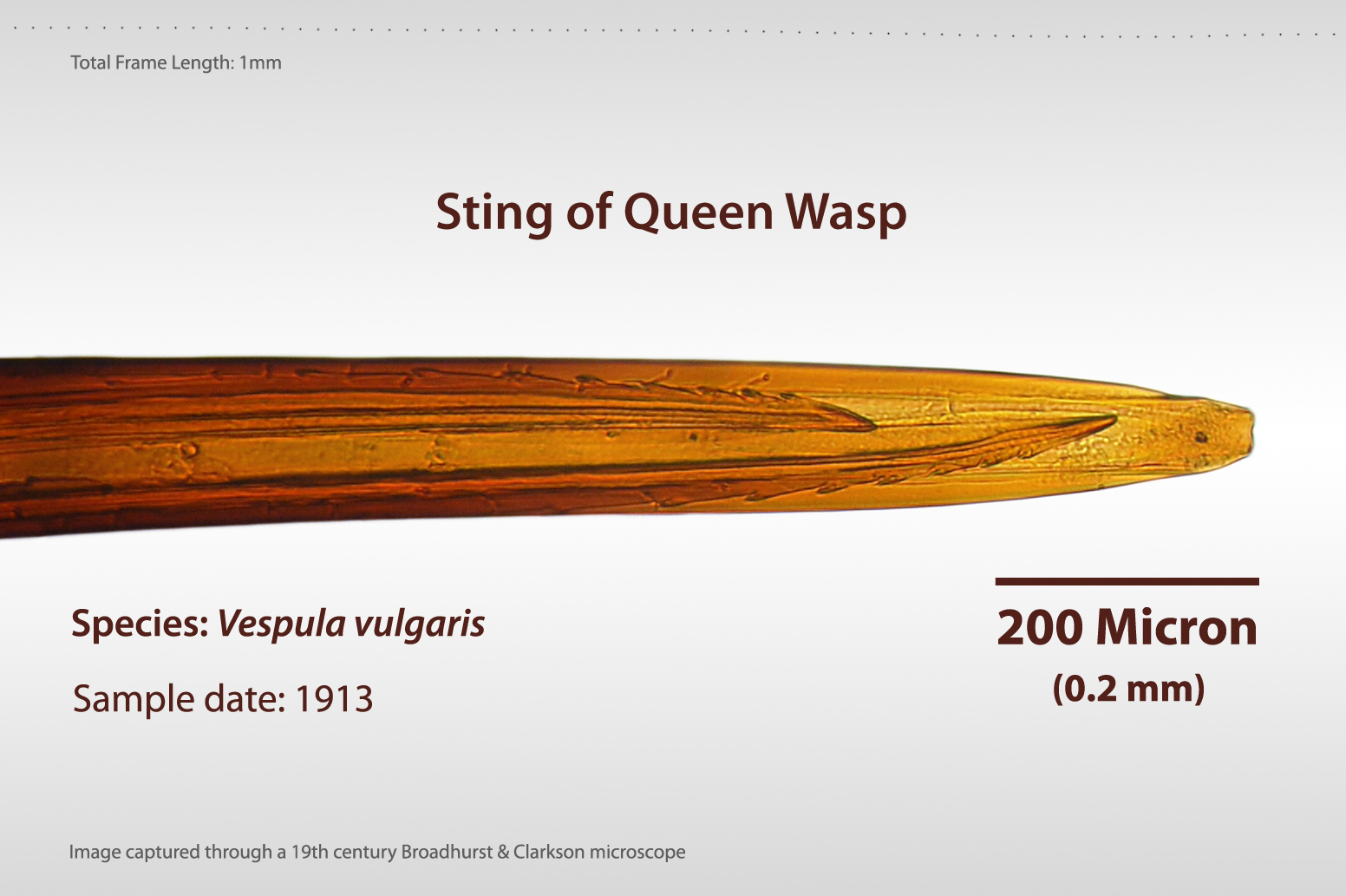
Mikrofotografie žihadla královny vosy obecné

Žihadlo je ostrý orgán nebo část těla různých živočichů (typicky členovců), kterým živočich obvykle vstřikuje jed, nejčastěji propíchnutím kůže jiného živočicha. Skutečné žihadlo se liší od jiných bodacích struktur tím, že bodnutí je jeho vlastní akcí, na rozdíl od zubů, které probodávají silou čelistí, a od ostnů (trnů) či žahavých chlupů rostlin, kde je bodnutí plně v režii oběti.
Jako „žihadlo“ se označuje i zranění (bodnutí) způsobené žihadlem.

## Zoologie

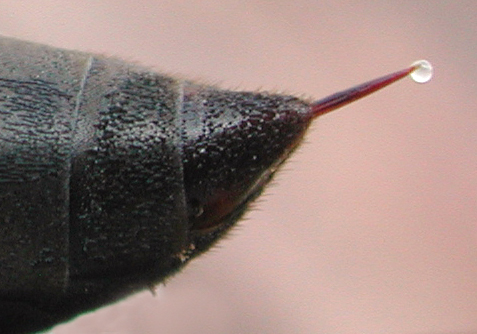
Vosí žihadlo s kapičkou jedu

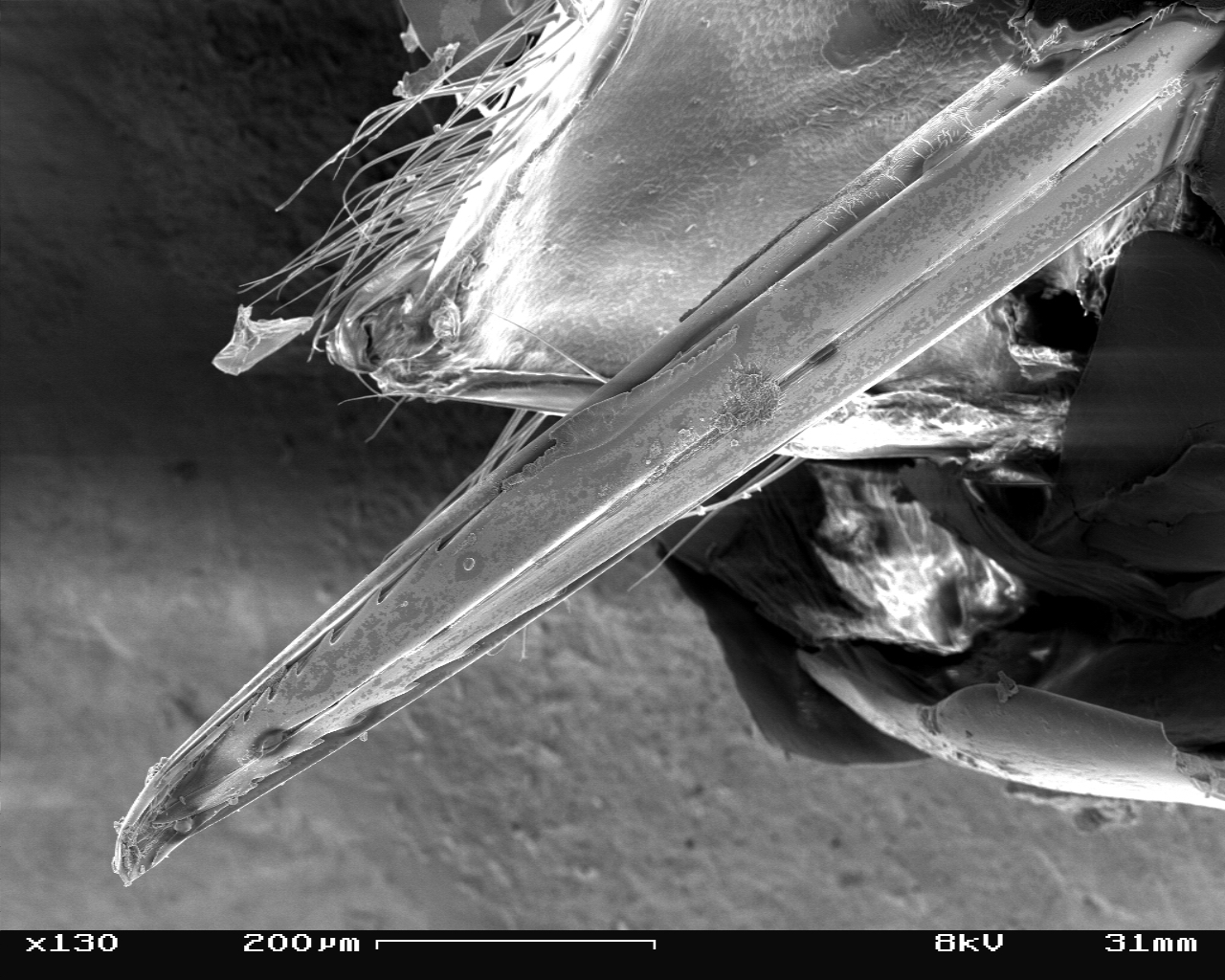
Vosí žihadlo v pouzdře pod elektronovým mikroskopem

Hlavním typem konstrukce žihadel je ostrý orgán sloužící pro útok nebo obranu, zvláště je-li spojen s jedovou žlázou a přizpůsoben k zasazování ran bodáním; příkladem je ocasní žihadlo štíra. Vosa má žihadlo schopné způsobit velmi bolestivé bodnutí a používá ho cíleně v případech, kdy se cítí ohrožena.
Žihadlo se nachází typicky na zadní části těla živočicha. Mezi živočichy disponující žihadlem patří například včely, vosy, sršně, čmeláci a štíři; štíří žihadlo však není homologní ke zbývajícím třem, je příkladem konvergenční evoluce.
Specificky u včely medonosné je žihadlo včelích dělnic (modifikované kladélko, stejně jako u jiných blanokřídlých s žihadlem) opatřené protisměrnými ostny. Po bodnutí uvízne ve tkáni savců a vytrhne se z těla včely, která pak během několika minut zahyne. Žihadlo má vlastní ganglion a po několik minut pokračuje v zařezávání do tkáně a vypouštění jedu. Na otázku, jak se tento rys vyvinul, když je pro jedince zjevně nevýhodný, dává odpověď uvědomění si, že predátoři z řad savců mohou snadno zničit celou kolonii, nejsou-li včas zahnáni. Po zničení kolonie hyne sterilní dělnice bez potomků, proto pouze ubráněním kolonie může dojít k přenosu genů na další generaci. Použití ostnatého žihadla je sebevražedné jen při zásahu proti savcům; včely (z jiných kolonií při vzájemných bojích) lze bodat opakovaně. Proto se sebevražednost použití žihadla dostane na scénu jen při obraně proti útoku, který hrozí zničením celé kolonie. Žihadla většiny ostatních včel a vos nemají ostny, proto mohou být používána opakovaně. Jedinou výjimkou jsou vosy Vespula, Dolichovespula a Brachygastra mellifica, které však mají ostny tak malé, že se žihadlo nevytrhne, takže mohou i tyto vosy bodat opakovaně.

### Žihadla u živočichů mimo kmen členovců
Orgány, které plní podobnou funkci u jiných živočichů než členovců, jsou někdy laicky označovány jako „žihadla“, přestože jsou po anatomické stránce něčím jiným (např. jedový osten). Patří mezi ně modifikovaný zubovitý výrůstek trnuchovitých, jedové bodce na zadních nohách ptakopyska nebo i žahavé buňky medúz.
Podobně se termín někdy používá i pro zub hada. Jeden druh hadů v Jižní Africe, Psammophylax rhombeatus, je známý také jako skaapsteker (afrikánsky „ovčí žihadlo“). Někteří nepoučení lidé dokonce přisuzují bodavou (žahavou) funkci i samotnému hadímu jazyku, který však slouží jako čichový orgán.